# Caporegime
Caporegime lub kapitan, zazwyczaj skracany do formy capo – termin używany w mafii dla wysoko postawionych członków rodziny przestępczej, którzy kierują "załogą" żołnierzy i mają wielkie znaczenie oraz wpływy w organizacji. Caporegime jest włoskim słowem, które pierwotnie było używane w odniesieniu do głowy rodziny na Sycylii, ale teraz może oznaczać ważną rangę, podobną do kapitana lub sierżanta w armii. Ogólnie rzecz biorąc, termin odnosi się do szefa oddziału w zorganizowanej rodzinie przestępczej, który zarządza załogą żołnierzy i odpowiada bezpośrednio przed bossem lub underbossem.

## Geneza
Mafia, szczególnie amerykańska mafia jest technicznie podzielona na w połowie niezależne "załogi", kierowane przez "capo", czyli inaczej przywódcę ludzi, którzy odpowiadają przed nim i zarabiają dla niego pieniądze, z których część jest przekazywana wyżej do bossa rodziny lub underbossa. Zyski z działalności ekipy są częściowo wykorzystywane dla zapewnienia ochrony mianowanym członkom rodziny oraz własnych potrzeb. Dokładne dochody przeciętnego "capo" są trudne do oszacowania. Jest to czynnik zależny od wielkości poszczególnych "załóg", ich zarobków, nadzoru oraz czasu.
"Brygady" są niezależne od siebie i ich członkowie zazwyczaj załatwiają sprawy oraz zarabiają w jej własnym zakresie. Czasami niektóre grupy mogą się specjalizować w określonych dziedzinach, takich jak hazard, kiedy inne zajmują się kradzieżą oraz obrotem pojazdów oraz ich części. Załoga może również operować w określonym terytorium.
Liczba caporegime/załóg zależy od wielkości rodziny. Przykładowo, rodzina Gambino ma więcej niż 20 capo, a rodzina z St. Louis ma ich tylko kilku.

## Funkcjonowanie
W mafii, kiedy boss podejmuje decyzję, przekazuje instrukcje stopniowo w dół hierarchii, zamiast bezpośrednio żołnierzom, którzy wykonają rozkaz. System rang chroni ważnych członków rodziny, gdy ktoś z jej dna zostaje złapany przez służby porządkowe. Caporegime spełniają funkcję medium między bossem a żołnierzami. Technicznie, capo prowadzą swoje własne rodziny pod patronatem większej organizacji.
Każdy capo ma w dowodzeniu minigang żołnierzy oraz współpracowników, który może w każdej chwili zwiększyć się do ogromnych rozmiarów. Osoby należące do załogi nie muszą działać blisko siebie. Przykładowo, capo rodziny Bonanno, Joe Notaro zarządzał ludźmi rozproszonymi po wszystkich pięciu częściach Nowego Jorku, a nawet w New Jersey.
Capo mogą dzierżyć różną ilość wpływów w organizacji. Niektórzy są krewnymi albo bliskimi przyjaciółmi, czy współpracownikami bossa, co daje im więcej znaczenia. Kapitan z bardzo aktywną załogą, która zarabia dużo pieniędzy jest niemal zawsze szanowany.
Przykładowo, żołnierz w rodzinie Gambino, Roy DeMeo, był bardzo szanowany i podziwiany wśród swoich towarzyszy ze względu na zaawansowane umiejętności zarabiania pieniędzy. Przyszły boss rodziny, John Gotti również cieszył się dużym szacunkiem dzięki załodze, która przynosiła wiele zysków. Skuteczni capo unikają przez to śmierci z rozkazu zwierzchników.
Z drugiej strony, capo Joe Sferra z Rrodziny DeCavalcante został cofnięty rangą do żołnierza i usunięty z lukratywnej posady w związkach zawodowych przez serię potknięć w 1965 roku. W 1984 roku, dużo większa strata dotknęła Salvatore "Salviego" Testę, kiedyś młodego i ambitnego capo pracującemu dla rodziny Scarfo. Skończył zamordowany przez Nicodemo Scarfo ze względu na wątpliwości co do jego lojalności.
Caporegime może również kontrolować określone obszary, które chroni razem ze swoją załogą oraz określone działalności, takie jak korumpowanie związków zawodowych, zbieranie haraczy, nielegalne loterie i inne formy przestępczości zorganizowanej.

## W popkulturze
W Ojcu chrzestnym Salvatore Tessio (grany przez Abe Vigodę) i Pete Clemenza (grany przez Richarda S. Castellano) są capo w rodzinie Corleone, którzy odpowiadają przed Vito Corleone (później Michaelem Corleone).
W Ulicach nędzy wujek głównego bohatera jest caporegime jednej z nowojorskich Pięciu Rodzin.
W Chłopcach z ferajny, Paul Cicero (grany przez Paula Sorvino) był capo załogi, której częścią był Henry Hill (grany przez Raya Liottę). Paul Vario, na podstawie którego stworzono postać Cicero, był przywódcą szanowanej załogi, która była częścią rodziny Lucchese.
W grach komputerowych, Grand Theft Auto III oraz Grand Theft Auto: Liberty City Stories, Toni Cipriani jest capo rodziny Leone w Liberty City, której szefem jest Salvatore Leone. Salvatore zostaje zabity w Grand Theft Auto III przez Claude'a, a Toni najprawdopodobniej zostaje underbossem rodziny Leone.
W grze komputerowej, Grand Theft Auto IV, Ray Boccino pełni funkcję "capo" w rodzinie Pegorino, zorganizowanej rodzinie przestępczej działającej w komputerowym odpowiedniku Nowego Jorku.
W serialu HBO, Rodzina Soprano, termin "capo" albo "kapitan" jest używany w odniesieniu do przywódców załóg w rodzinie przestępczej. Do "capo" zaliczał się Tony Soprano (przed awansem do roli acting bossa), Junior Soprano (przed swoim awansem do roli acting bossa przed Tonym), Paulie Gualtieri, Christopher Moltisanti, Richie Aprile, Gigi Cestone, Ralph Cifaretto, Vito Spatafore, Raymond Curto, Caro Gervasi, Jimmy Altieri, Larry Barese, Feech LaManna, Murf Lupo oraz Robert "Bobby Baccala" Baccalieri, który zastąpił starego Lupo.

## Rodzina Gambino
Ci, którym ostatnio dano status caporegime oraz ci capo, którzy posiadają rozszerzone obowiązki:
- Nicholas Corozzo z Brooklynu, caporegime sprawujący pieczę nad operacjami Josepha Corrao.
- Gregory DePalma, dany status caporegime nad załogą Josepha Zingaro.
- Peter Gotti, awansowany do rangi kapitana, aby zastąpić swojego brata, Gene.
- Peter Lino, awansowany do capo, aby sprawować pieczę nad operacjami na Florydzie.
- Michael Mandaglia z Kenilworth, awansowany żeby zastąpić Josepha Paterno.
- Thomas Gambino z Nowego Jorku, caporegime, który zastąpił Pasquale Contiego jako pośrednik między amerykańską mafią i sycylijską mafią.